# Puerta de Marte
La puerta de Marte (en francés: Porte de Mars) es un antiguo arco de triunfo galorromano y puerta de la ciudad de Reims, Francia. Datado del siglo III, fue el arco de triunfo más ancho de toda la época romana y se considera hasta el día de hoy uno de los monumentos más impresionantes de la Antigüedad y el más antiguo al norte de los Alpes.

## Historia
Hacia el año 200, el período galorromano alcanzó su apogeo en la antigua ciudad de Durocórtoro (Durocortorum, la actual Reims), la segunda ciudad más grande de Galia y capital de los remenses. Cuatro grandes puertas daban acceso a la ciudad, conectando sus dos ejes principales: la Vía Cardo y la Vía Decumanus.
La puerta de Marte es la única que ha quedado en pie de esa época, no antes de pasar por modificaciones y distintos usos. Debido a su diseño como arco de triunfo, algunos historiadores creen que fueron los propios habitantes de Reims quienes construyeron el arco en honor al emperador Augusto cuando los romanos pasaron sus vías principales a través de su ciudad. Durocórtoro era por aquel entonces una ciudad rica, capaz de erigir grandes monumentos, y los remenses habrían querido mostrar de este modo su agradecimiento por el beneficio de su alianza con los romanos.
En 1228, la arcada pasó a formar parte del castillo arzobispal, y por ende de la muralla episcopal de la ciudad, sirviendo como entrada principal de la misma hasta 1544. La muralla fue destruida en 1595, dejando la puerta con las aberturas bloqueadas.
La estructura fue redescubierta en 1667, y en 1817 se derribaron los edificios circundantes para resaltar mejor la que se denominaría a partir de ese momento «puerta de Marte». Su nombre se debe a un templo cercano que estaba dedicado al dios de la guerra Marte.
En 1840, la puerta de Marte fue declarada monumento histórico de Francia. Sin embargo, no se quedó revelada por completo hasta el desmantelamiento de las murallas de la ciudad en 1844-1854.

## Arquitectura
La estructura, que cuenta con tres anchas aberturas arqueadas de medio punto, tiene unos 32 metros de extensión, lo que la convierte en la más ancha (o larga) de su tipo del mundo, con una altura de 13 metros y 6,4 metros de grosor (o profundidad). Los profundos surcos debajo del arco central indican que se usaba para el paso de carros, equipo pesado y animales, mientras que los peatones usaban las aberturas laterales, de tamaño algo menor. Esta puerta marca la entrada al centro de la ciudad, que hoy se sabe que se extendía mucho más hacia el norte. Dejando la ciudad por la puerta de Marte, los caminos romanos se dirigían a Soissons, Bavay, Laon y Boulogne.
Las inscripciones y elementos decorativos tanto del exterior como del interior de los arcos son muy ricos en detalles, e incluyen grabados de Rómulo y Remo, Leda y el Cisne e imágenes de agricultores durante la cosecha. La parte inferior de las jambas, actualmente muy erosionada, ofrece una rara e interesante representación de una cosechadora gala.
Los pilares, coronados con capiteles corintios, se adosan al exterior de la fachada, creando espacios enmarcados donde se desarrolla gran parte de la decoración, inclueyendo hornacinas y figuras en relieve. Varias escenas de sacrificios se muestran en el área sobre la arquivolta.

### Diseño de los arcos

#### Arco central
En la bóveda del arco central se representan las labores mensuales en el mundo rural, con imágenes que retratan las riquezas derivadas de la producción agrícola de la época, sobre todo de cereales, vides y ganadería. Diferentes escenas representan los meses del año, según el trabajo que se realizaba:  
- Junio: la reproducción sexual de los animales de granja.
- Julio: siega del heno.
- Agosto: cosecha de la manzana y demás cultivos frutales.
- Septiembre: arado y caza de ciervos a caballo.
- Octubre: prensado de la uva.
- Noviembre: sacrificio del ganado porcino.
- Diciembre: distribución de provisiones.

También se incluye la escena de un hombre y sus cuatro hijos, que representan el año y las cuatro estaciones.

#### Arco oriental
Exhibe la representación del relato mitológico de Leda y el Cisne: Zeus se enamora de Leda, se acerca a ella en forma de un cisne y la embaraza.

## Galería de imágenes

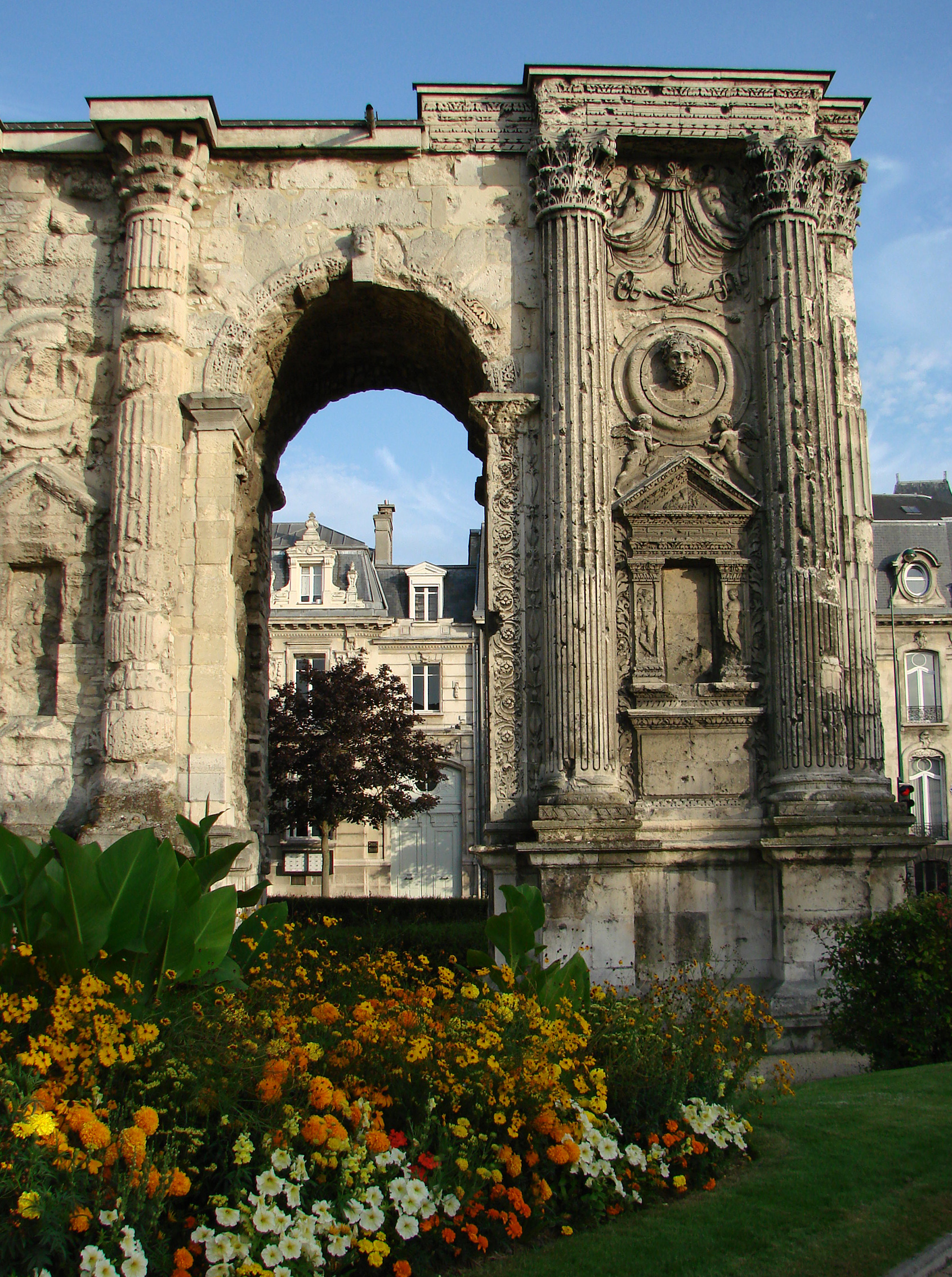
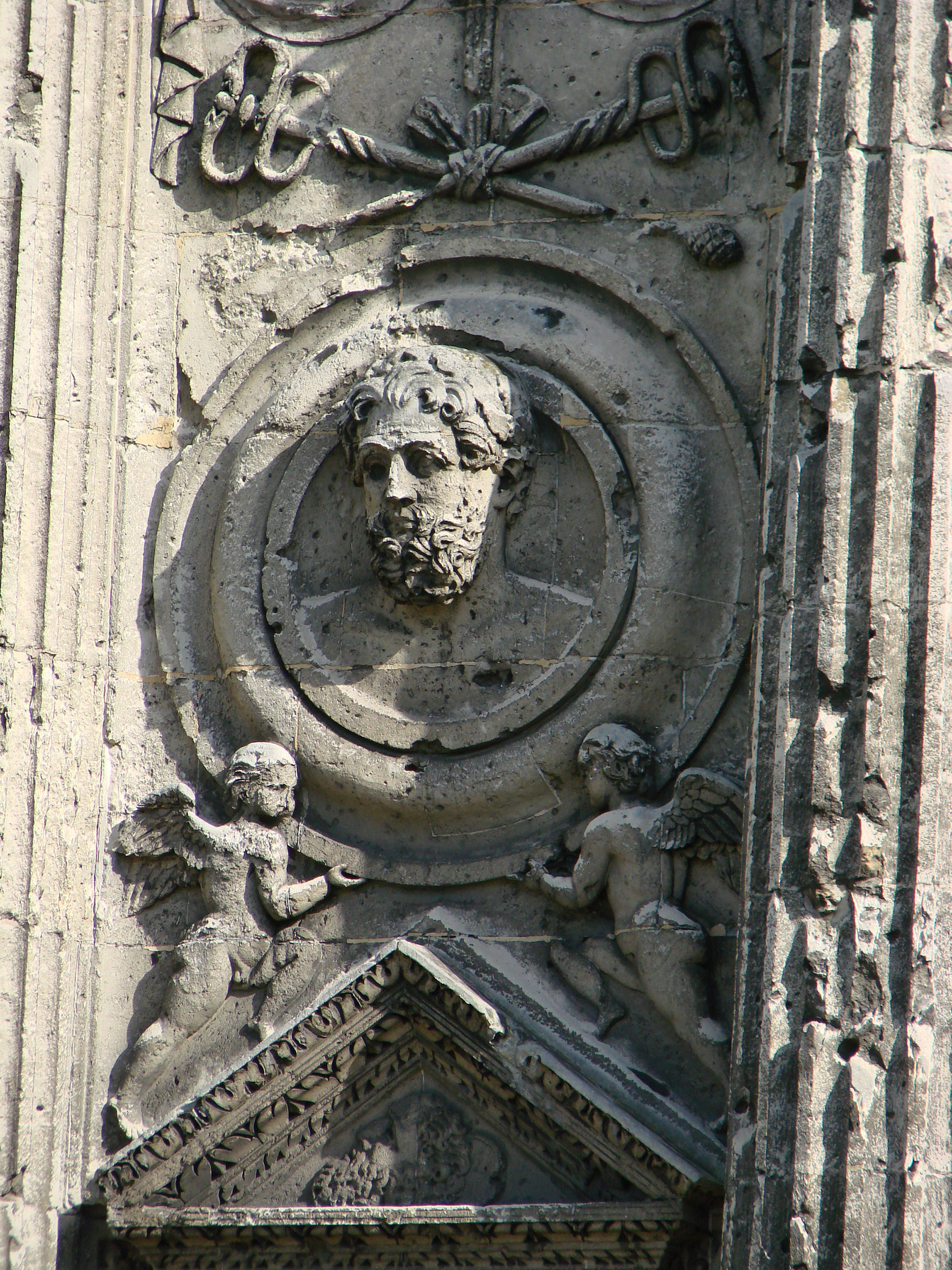
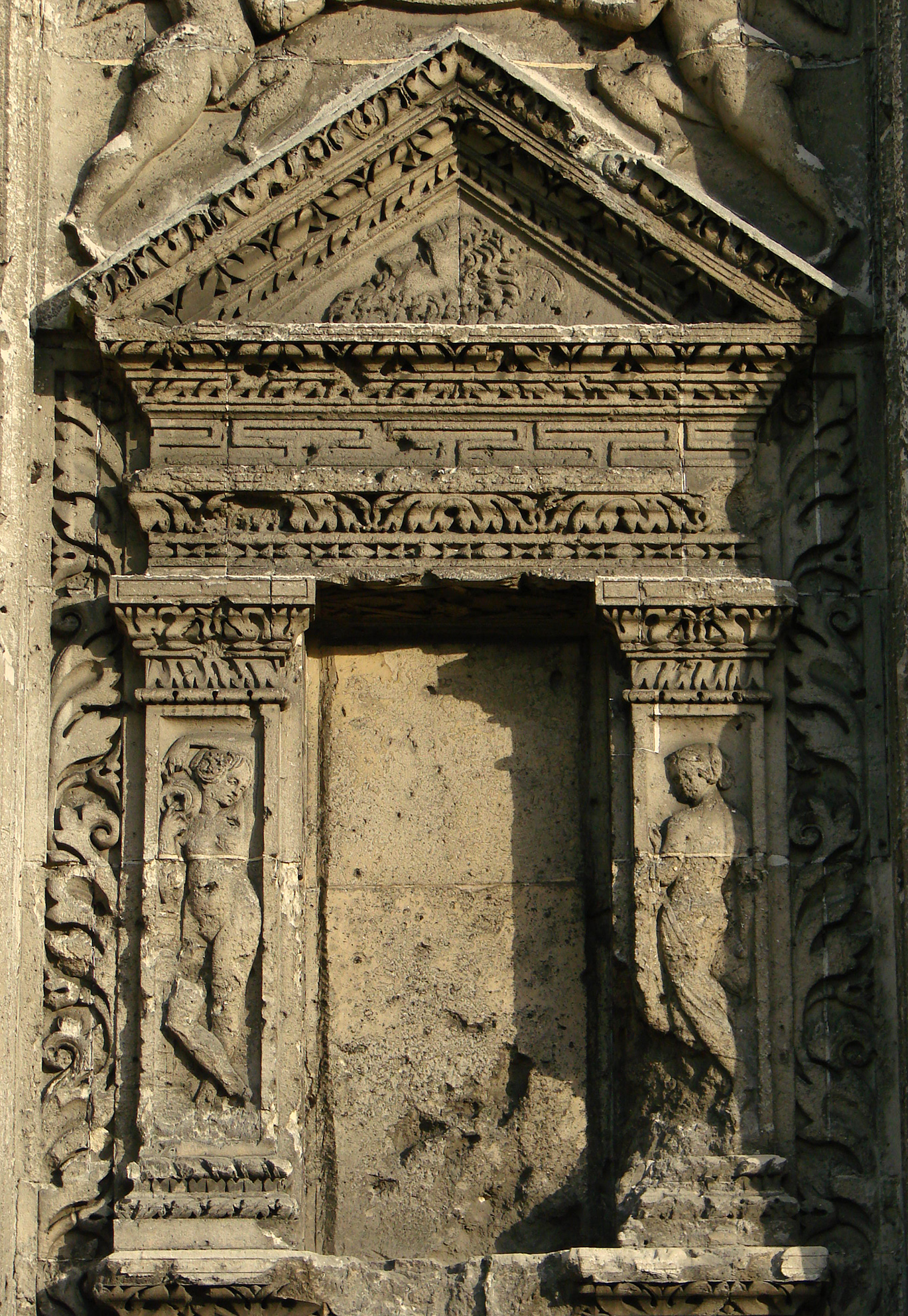
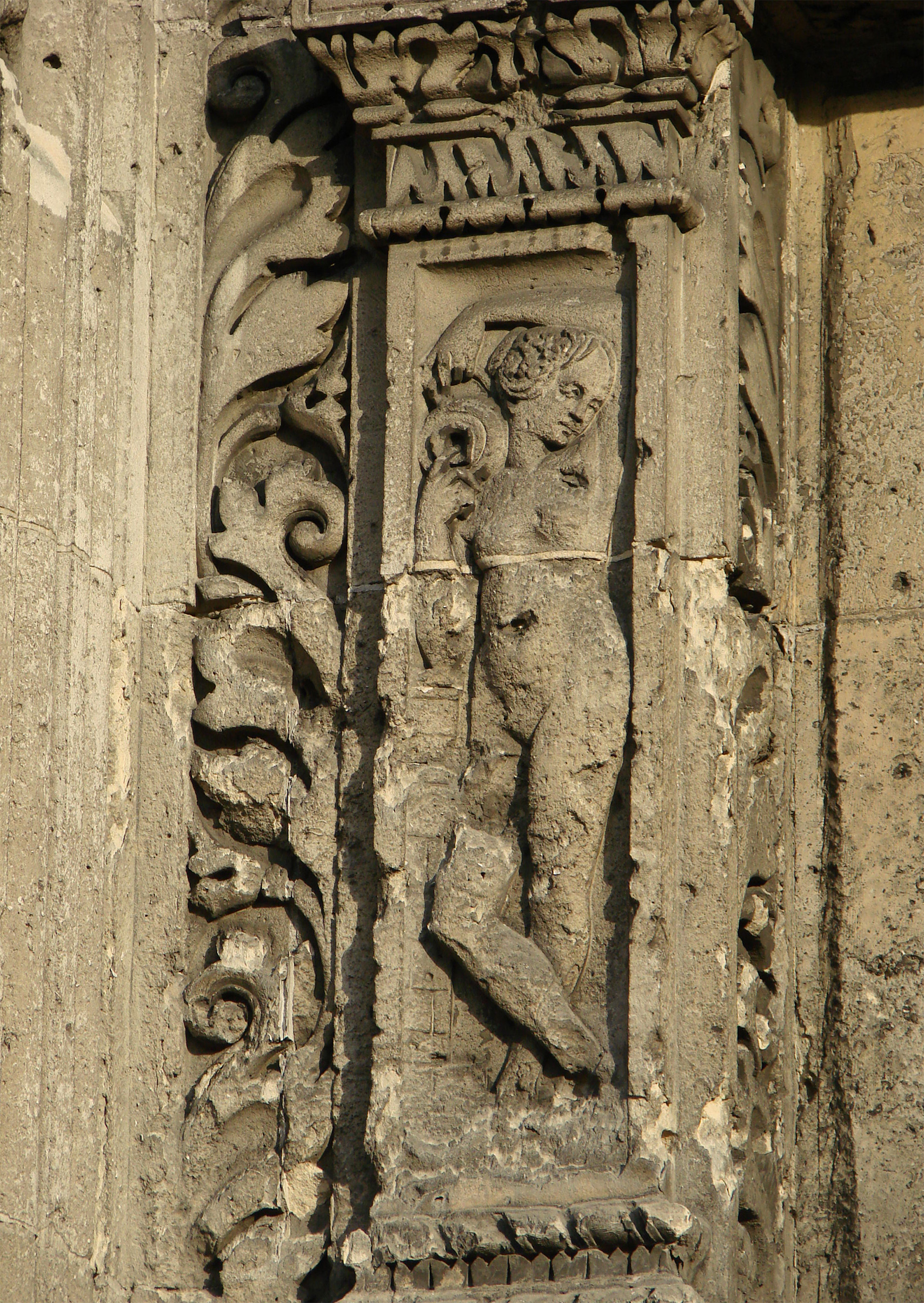
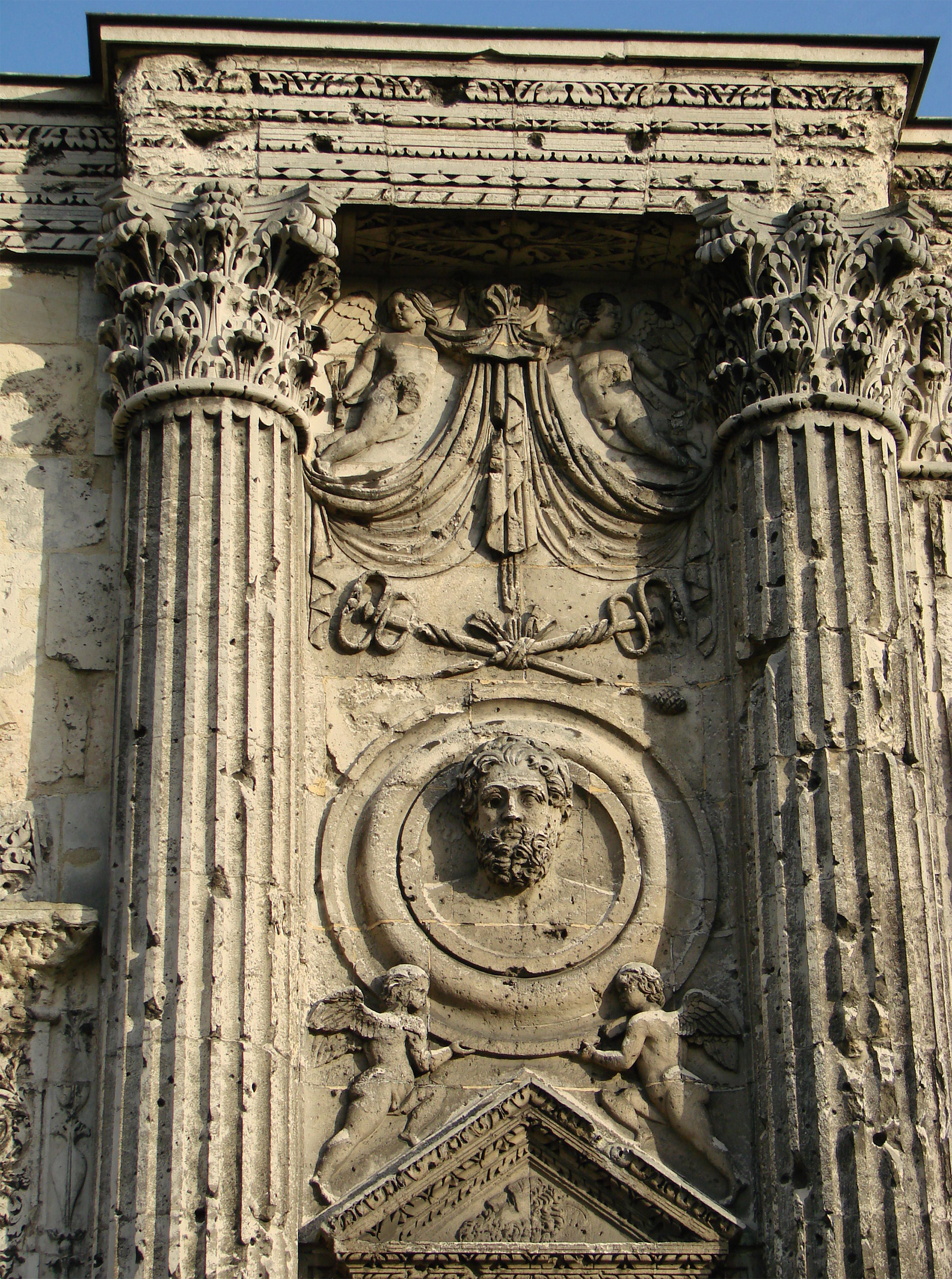
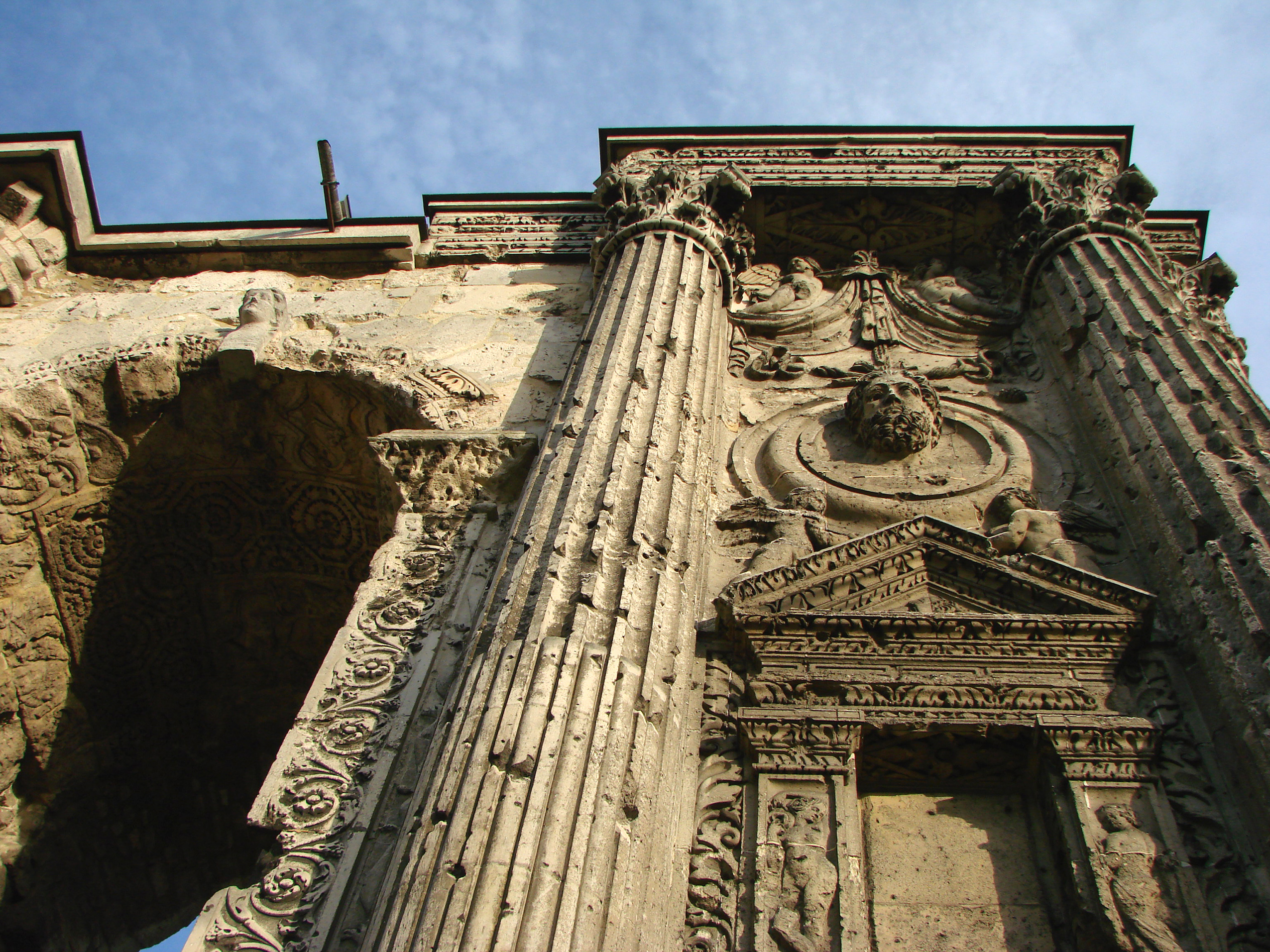
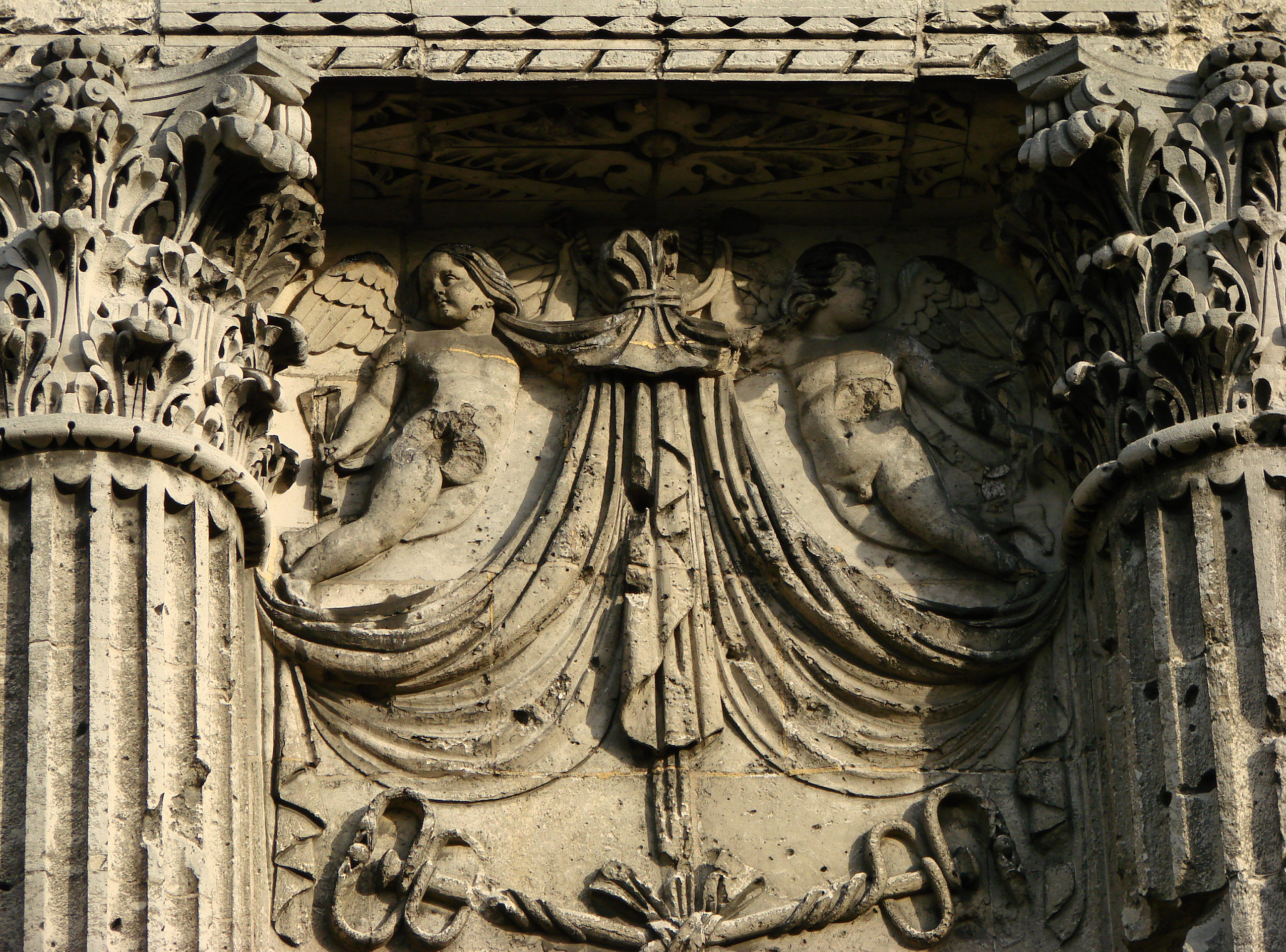
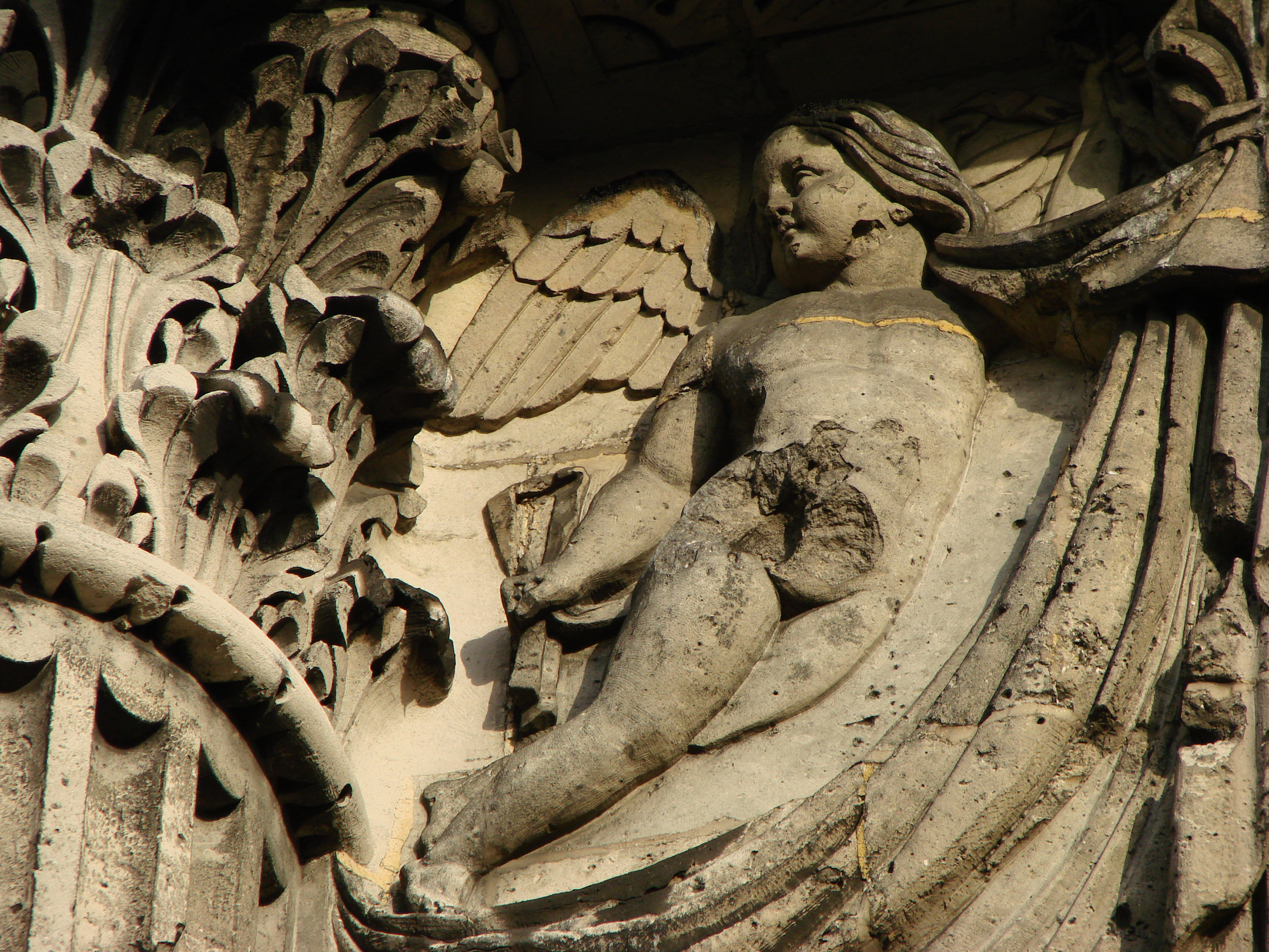
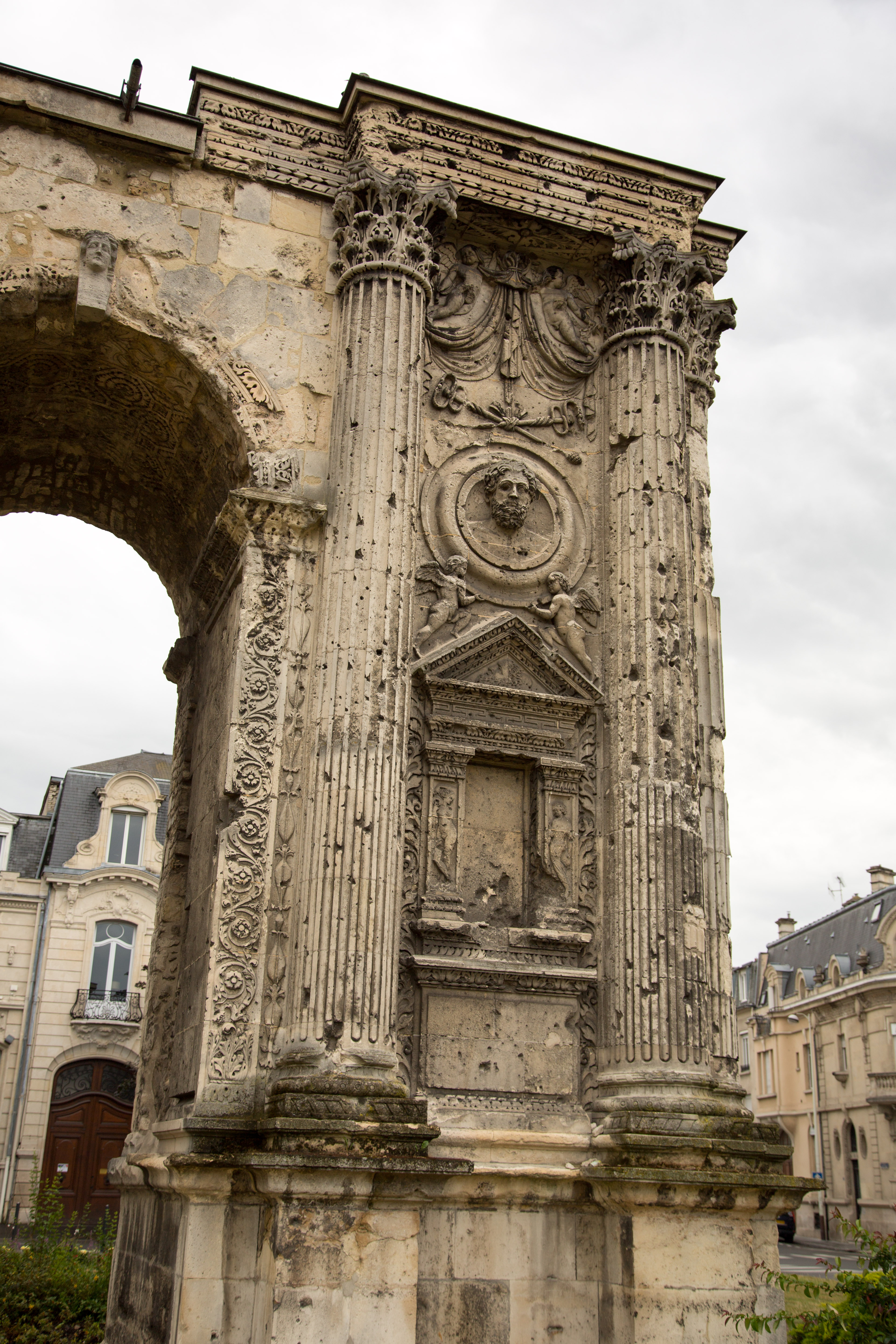
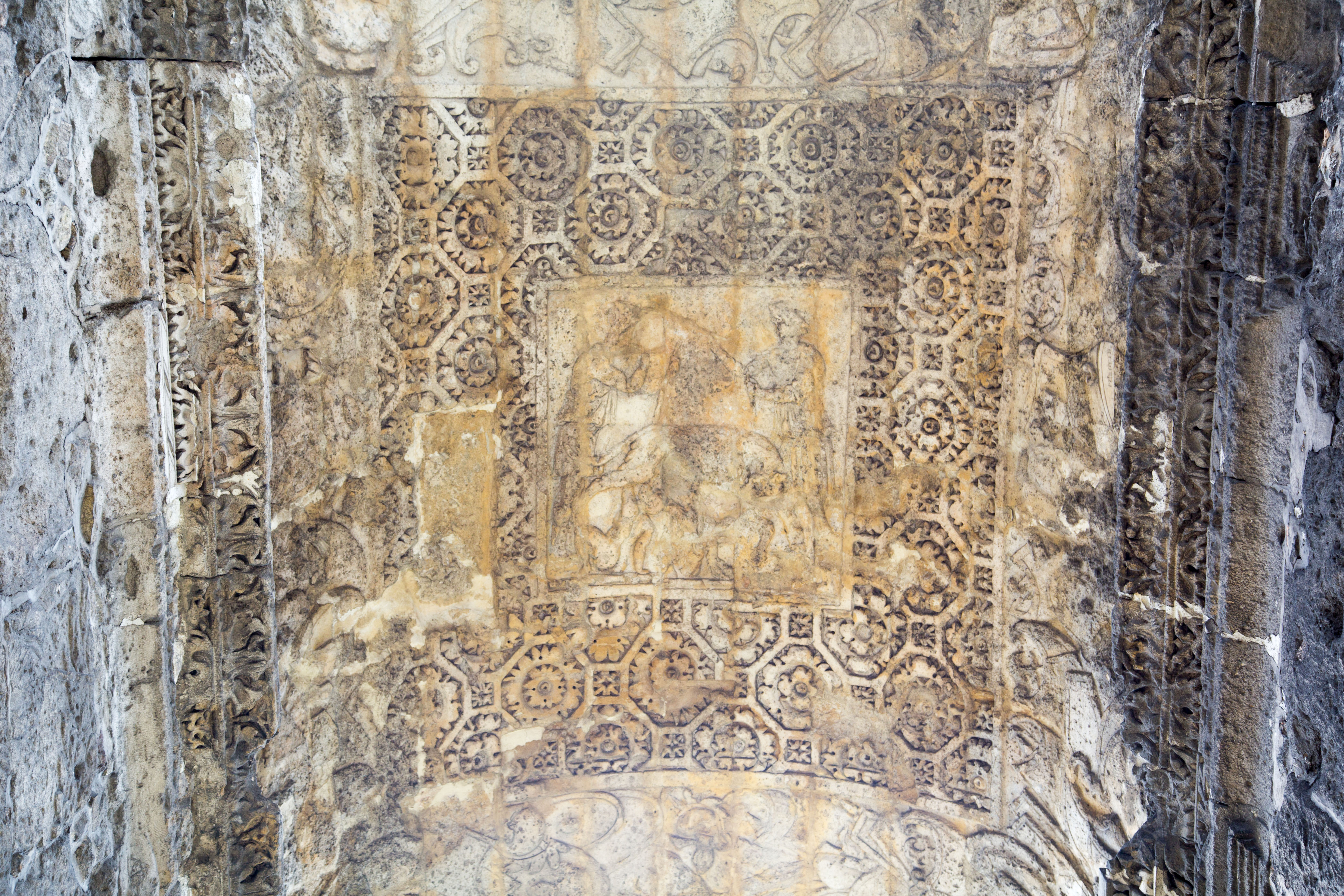

#### Arco occidental
Exhibe la representación de la escena mitológica de Rómulo y Remo, hijos del dios Marte y la sacerdotisa Rea Silvia, que son amamantados por la loba Luperca.